# مهرجان صندانس السينمائي 2021
مهرجان صندانس السينمائي 2021 (بالإنجليزية: Sundance Film Festival)‏ أقيم مهرجان في الفترة من 28 يناير إلى 3 فبراير 2021. وتم الإعلان عن التشكيلة الأولى من أفلام المسابقة في 15 ديسمبر 2020. نظراً لجائحة كوفيد-19 في ولاية يوتا، اعتمد المهرجان نموذجاً مختلطاً يجمع بين العروض الشخصية في مسرح راي في بارك سيتي، والعروض عبر الإنترنت، بالإضافة إلى العروض في الشاشات ودور السينما في 24 ولاية ومنطقة في مختلف أنحاء الولايات المتحدة.